# South Central Cartel
South Central Cartel é um grupo de gangsta rap originário de Los Angeles. Algumas de suas canções populares são "U Gotta Deal Wit Dis", "Pops Was a Rolla", "Ya Getz Clowned", "Gang Stories", "Servin 'Em Heat", "Knocc on Wood" (Remix), and "All Day Everyday" e "Eastside-Westside".

## Biografia
Como um dos primeiros grupos da costa oeste a seguir os passos do N.W.A no começo dos anos 90, South Central Cartel apareceu primeiramente em 1991 com o álbum South Central Madness, antes de lançar uma série de álbuns ao longo da década de 90.

## Discografia
| Ano  | Título                              | Posição nas paradas | Posição nas paradas    |
| Ano  | Título                              | Billboard 200       | Top R&B/Hip hop albums |
| ---- | ----------------------------------- | ------------------- | ---------------------- |
| 1992 | South Central Madness               | -                   | #51                    |
| 1994 | 'N Gatz We Truss                    | #32                 | #4                     |
| 1997 | All Day Everyday                    | #178                | #35                    |
| 1999 | Concrete Jungle Vol. 1              | -                   | -                      |
| 2001 | Gangsta Conversation                | -                   | -                      |
| 2002 | We Have the Right to Remain Violent | -                   | -                      |
| 2003 | South Central Hella                 | -                   | -                      |
| 2005 | Westurrection                       | -                   | -                      |
| 2006 | Random Violence                     | -                   | -                      |
| 2006 | Tha Hoodz in Us                     | -                   | -                      |
| 2009 | Chucc N It Up                       | -                   | -                      |